# Euroschinus papuanus
Euroschinus papuanus là một loài thực vật có hoa trong họ Đào lộn hột. Loài này được Merr. & L.M.Perry mô tả khoa học đầu tiên năm 1948.